# 上田慎一郎ショートムービーコレクション
『上田慎一郎ショートムービーコレクション』（うえだしんいちろうショートムービーコレクション）は、2018年公開の日本のオムニバス映画及び2019年発売のDVDソフト。劇場公開版はガチンコ・フィルムが配給を担当し、DVDはアスミック・エースが発売、バップが販売する。
映画監督の上田慎一郎が過去に監督・脚本・編集を務めた短編映画（DVD版は中編も含む）の傑作選で、劇場公開版は4作品で構成され、DVD版は9作品が収録されている。

## 劇場公開版
映画『カメラを止めるな!』のヒットを受けて上映が決定した、同作監督の上田慎一郎が過去に制作した短編映画4本をまとめたプログラム。いずれも映画祭への出品や、独自の上映イベントでの公開などはあったものの、通常の劇場公開は初とされる。
ガチンコ・フィルムによる配給で、イオンシネマ系列やコロナシネマワールド系列を中心に1週間〜2週間限定での公開。発表当初の上映予定はイオンシネマ全国12館程度だったが、SPOTTED PRODUCTIONSが配給協力に加わり、2018年10月16日時点では全国累計47館に上映予定が拡大した。その後、ミニシアター系の元町映画館やシネマ・ロサなどでも上映が行われた。
本傑作選との入れ替わり、もしくは同時期に、上田の中編映画『恋する小説家』が、上田の妻のふくだみゆき監督作『こんぷれっくす×コンプレックス』との併映で同じく期間限定で公開されていた。

### 上映作品
- 彼女の告白ランキング（2014年/21分）
- ナポリタン（2016年/19分）
- テイク8（2015年/19分）
- Last Wedding Dress（2014年/24分）

## DVD版
2019年8月28日発売。ディスク2枚組。劇場公開版とは異なりアスミック・エースが発売を担当。また、販売はバップが担当する。こちらも上田慎一郎が過去に制作した作品をまとめたものであるが、劇場公開時の短編映画4作品に加え、別に劇場公開された『恋する小説家』『たまえのスーパーはらわた』といった中編映画も含めた計9作品が収録される。
映像特典として『恋する小説家』『ナポリタン』のメイキングや未公開シーンなど、『彼女の告白ランキング』の別エンディング、各作品の予告編集版が収録。音声特典として、監督の上田と、上田の妻であり美術・制作などを担当のふくだみゆきの2名によるオーディオコメンタリーが収録。
同じ販売元で、上田が製作総指揮・脚本を務めたウェブドラマ『ハリウッド大作戦!』のDVDとの2作品購入者を対象とした抽選プレゼントキャンペーンが実施される。
ジャケットには、映画『カメラを止めるな!』のファンアートを描き、のちにオフィシャルグッズのイラストにも起用されたイラストレーターのリックによる上田の似顔絵が中心に配置されている。

### 収録作品
| DISC1 - 恋する小説家（2011年/40分） - ハートにコブラツイスト（2012年/30分） - Last Wedding Dress（2014年/24分） - テイク8（2015年/19分） | DISC2 - 彼女の告白ランキング（2014年/21分） - ナポリタン（2016年/19分） - ヘタクソで上手な絵（2017年/17分） - たまえのスーパーはらわた（2018年/45分） - 正装戦士スーツレンジャー（2018年/10分） |

この他、映像特典が計25分収録。